# Операция «Ы» и другие приключения Шурика
«Опера́ция „Ы“ и други́е приключе́ния Шу́рика» — советский комедийный художественный фильм, снятый в 1965 году режиссёром Леонидом Гайдаем.
По данным Александра Фёдорова, за первый год проката фильм посмотрели 39,6 млн зрителей, по версии Сергея Кудрявцева — 69,6 млн зрителей. В этом же году на фестивале короткометражных фильмов в Кракове новелле «Наваждение» был присуждён главный приз «Серебряный дракон Вавеля».
Фильм состоит из трёх самостоятельных новелл: «Напарник», «Наваждение» и «Операция „Ы“». Все они объединены фигурой главного героя — простоватого, но неунывающего и находчивого студента Шурика, приключения которого получили продолжение в фильме «Кавказская пленница, или Новые приключения Шурика». В «Операции „Ы“» также действует троица комических антигероев-жуликов — Трус, Балбес и Бывалый, впервые появившаяся в короткометражных фильмах Леонида Гайдая «Пёс Барбос и необычный кросс» и «Самогонщики».

## Сюжет

### «Напарник»
Великовозрастный хулиган Федя получает 15 суток административного ареста за конфликт в автобусе со студентом Шуриком, хитростью вынудившим его уступить место беременной женщине. Отбывать наказание Федю отправляют на строительство жилого дома, где подрабатывает и Шурик. Не подозревающий об этой истории прораб Павел Степанович назначает Федю напарником Шурика. Во время обеденного перерыва Федя начинает мстить студенту за свой арест, используя всё, что оказывается под рукой — от доски до бульдозера. Тем не менее Шурику удаётся постоять за себя, а в финале сражения он хитростью окончательно побеждает и проводит «разъяснительную работу»: закатав Федю в рулон обоев, он сечёт того розгами, произнеся перед этим ставшую крылатой фразу «Надо, Федя, надо!».
На следующий день Федя с энтузиазмом готов отправиться на любую другую работу, но на него назначен персональный наряд. Узнав, что ему предстоит ещё 14 дней работать с Шуриком, он падает в обморок.

### «Наваждение»
В политехническом институте идёт экзаменационная сессия. Оставив подготовку к экзамену на самый последний момент, Шурик лихорадочно ищет конспекты, но их уже разобрали другие студенты. Идя из библиотеки, он случайно видит тетрадь с нужными конспектами лекций в руках незнакомой студентки, «на автопилоте» следуя за ней повсюду, даже к ней домой. Молодым людям не до того, чтобы обратить внимание друг на друга и вообще на что-либо вокруг.
После экзамена приятель Шурика знакомит его с Лидой — той самой студенткой, — и между ними тут же возникает симпатия. Оказавшись в гостях у Лиды, Шурик вдруг чувствует, что здесь, в чужой квартире, ему всё знакомо: предметы, звуки, запахи. Лида и Шурик проводят научный эксперимент на предмет обнаружения у Шурика парапсихологических способностей. Этот эксперимент заканчивается поцелуем и обещанием новой встречи послезавтра, после экзамена.

### «Операция „Ы“»

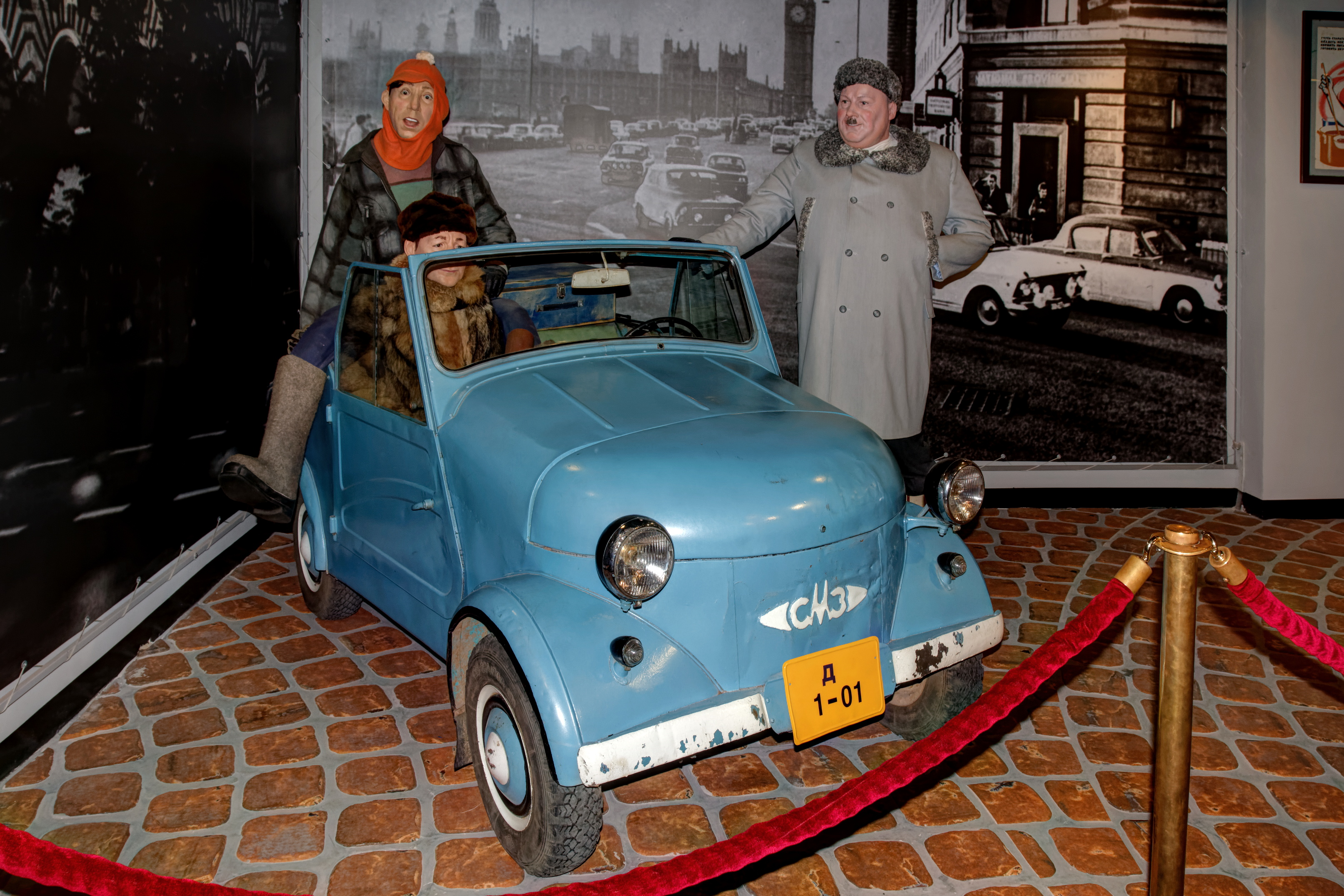
Автомобиль-мотоколяска Бывалого модели СМЗ С-3А. После фильма она получила народное прозвище «моргуновка»

Памятник Трусу, Балбесу и Бывалому в Перми

Проворовавшийся директор торговой базы нанимает троицу жуликов — Труса, Балбеса и Бывалого, чтобы они инсценировали кражу со взломом и таким образом спасли его от ревизии. Однако тщательно организованная и отрепетированная операция, получившая название «Ы», срывается в самом начале из-за непредвиденной случайности: в роковую ночь на охрану социалистической собственности заступает не «бабушка-божий одуванчик», а отважный Шурик. Трус, увидев вместо бабушки Шурика, падает в обморок. Балбес, которого Шурик поймал на месте преступления, начинает битву с Шуриком, используя всё, что хранится на складе, включая музыкальные инструменты, спортинвентарь и прочие предметы хозяйственно-бытового назначения, но Шурик его побеждает. А Бывалый, сперва представившийся дружинником, случайно себя выдаёт, и Шурик тоже его побеждает. В итоге вся троица схвачена и отправлена в милицию.

## Создатели фильма

Александр Демьяненко в роли Шурика

### В главной роли
| Актёр                | Роль                                     |
| -------------------- | ---------------------------------------- |
| Александр Демьяненко | Шурик студент политехнического института |

### В остальных ролях и эпизодах

#### «Напарник»
| Актёр                | Роль                                                                           |
| -------------------- | ------------------------------------------------------------------------------ |
| Алексей Смирнов      | верзила Федя                                                                   |
| Эммануил Геллер      | пассажир с зонтиком, стремящийся попасть в автобус                             |
| Рина Зелёная         | возмущённая пассажирка автобуса                                                |
| Гусейн Ахундов       | лысый пассажир автобуса                                                        |
| Валентина Березуцкая | пассажирка автобуса с ребёнком                                                 |
| Светлана Агеева      | беременная пассажирка автобуса                                                 |
| Михаил Пуговкин      | прораб строительно-монтажного управления № 61 Павел Степанович                 |
| Владимир Басов       | суровый милиционер                                                             |
| Виктор Уральский     | повар из милиции                                                               |
| Олег Скворцов        | арестант, произносящий фразу «Огласите весь список, пожалуйста» (нет в титрах) |
| Владимир Приходько   | арестант в клетчатой рубашке и с повязкой на левом глазу (нет в титрах)        |

#### «Наваждение»
| Актёр                                       | Роль                                       |
| ------------------------------------------- | ------------------------------------------ |
| Наталья Селезнёва                           | Лида студентка политехнического института  |
| Владимир Раутбарт                           | профессор                                  |
| Виктор Павлов                               | Дуб студент со скрытой рацией              |
| Виктор Зозулин                              | Костя радиолюбитель, помогающий Дубу       |
| Валерий Носик                               | суеверный студент-картёжник                |
| Руслан Ахметов                              | студент                                    |
| Георгий Георгиу (в титрах как «В. Георгиу») | хозяин злого боксёра Рекса                 |
| Наталья Гицерот                             | хозяйка Рекса                              |
| Зоя Фёдорова                                | тётя Зоя соседка Лиды                      |
| Людмила Ковалец                             | Ира подружка Лиды, заснувшая в трамвае     |
| Сергей Жирнов                               | приятель Шурика, познакомивший его с Лидой |

#### «Операция „Ы“»
| Актёр                  | Роль                                           |
| ---------------------- | ---------------------------------------------- |
| Георгий Вицин          | Трус                                           |
| Юрий Никулин           | Балбес                                         |
| Евгений Моргунов       | Бывалый                                        |
| Владимир Владиславский | директор торговой базы Петухов                 |
| Мария Кравчуновская    | Марья Ивановна сторож торговой базы            |
| Татьяна Градова        | Лена внучка Марьи Ивановны                     |
| Владимир Комаровский   | шофёр грузовика-фургона на рынке               |
| Алексей Смирнов        | возмущённый покупатель живописи (нет в титрах) |

### Съёмочная группа
- Авторы сценария: Яков Костюковский, Морис Слободской, Леонид Гайдай
- Режиссёр-постановщик — Леонид Гайдай
- Главный оператор — Константин Бровин
- Главный художник — Артур Бергер
- Композитор — Александр Зацепин
- Звукооператоры: Виктор Бабушкин, Вячеслав Лещёв
- Дирижёр — Владимир Васильев

## Процесс создания фильма
- Запуск в производство — 19 мая 1964 года
- Начало съёмок — 27 июля 1964 года
- Окончание съёмок — 3 апреля 1965 года
- Окончание производства — 23 апреля 1965 года
- Вышел на экраны — 23 июля 1965 года[8]
- Мировая кинофестивальная премьера и начало кинопроката в СССР — 16 августа 1965 года

### Подготовка к съёмкам
После успеха своего предыдущего фильма «Деловые люди» режиссёр Леонид Гайдай решил снять фильм по оригинальному сценарию на современную тему. Из множества вариантов он выбрал сценарий кинокомедии под названием «Несерьёзные истории», написанный двумя авторами: Яковом Костюковским и Морисом Слободским. Первоначальный вариант состоял из двух новелл, главным героем которых был студент Владик Арьков — интеллигент-очкарик, который попадал в различные комические ситуации и с честью из них выходил. В первой новелле он перевоспитывал мрачного и невежественного типа, а во второй устраивался репетитором и готовил к поступлению в институт оболтуса Илюшу.
25 марта 1964 года во Втором творческом объединении киностудии «Мосфильм» был одобрен литературный сценарий «Несерьёзных историй» и дано «добро» на его запуск в режиссёрскую разработку. Леонид Гайдай вместе с Костюковским и Слободским начал его переделку и в результате сюжеты новелл изменили и они приобрели основу, знакомую по фильму. В первой новелле («Напарник») Владик перевоспитывает тунеядца-«пятнадцатисуточника» на стройке, во второй («Наваждение») — во время экзаменационной сессии влюбляется в девушку Лиду.
Поскольку двух новелл для полнометражного фильма было недостаточно, было принято решение придумать третью. Гайдай решает столкнуть в ней нового героя с прежней троицей — Трусом, Балбесом и Бывалым. После месяца напряжённой работы на свет появилась «Операция „Ы“», в которой Владику предстояло разоблачить расхитителей социалистической собственности.
С 1 июня 1964 года начали кинопробы актёров на главные и эпизодические роли. Самыми сложными оказались поиски исполнителя Владика, которого цензоры попросили заменить другим именем, увидев аналогию с именем ВладЛен (Владимир Ленин). Гайдай пересмотрел более сотни кандидатов, среди которых были: Видов, Абдулов, Соломин, Петросян, Никоненко, Жариков, Корольков, Бортник, Носик, Збруев. Вели переговоры и с Мироновым. В итоге художественный совет студии остановился на кандидатуре Валерия Носика, хотя сам Гайдай сомневался. Он вспомнил молодого актёра Александра Демьяненко, с которым снимался ещё в фильме «Ветер» и отправился 11 июля в Ленинград на личные переговоры. Оба остались довольны друг другом. Потом актёр вспоминал:

Я как прочёл сценарий «Операции „Ы“», понял, что фильм обречён на успех. Ничего подобного в нашем кино тогда не было.
— Александр Демьяненко
В фильме Валерий Носик всё же снялся, он сыграл эпизодическую роль студента на экзамене, а в роли беспокойной девочки Лены из новеллы «Операция „Ы“» снялась дочь поэта Градова и сестра актёра Градова — Татьяна. На роль тунеядца Феди Гайдай изначально пригласил Михаила Пуговкина, но после 2-недельного размышления тот предпочёл роль прораба на стройке, сославшись на неподходящие рост и комплекцию.

### Музыка к фильму
После фильмов «Пёс Барбос и необычный кросс» и «Самогонщики» Гайдай прекратил творческое сотрудничество с композитором Никитой Богословским. Причиной, по слухам, послужил прямой конфликт между композитором и режиссёром.
С фильма «Операция „Ы“ и другие приключения Шурика» началась совместная работа с Александром Зацепиным, тогда ещё малоизвестным композитором. Гайдаю посоветовала Зацепина жена Нина Гребешкова, вспомнив его популярную песню «Надо мною небо синее» из фильма «Наш милый доктор».
В музыке Зацепин использовал яркие звуковые эффекты, подчёркивающие эксцентрику юмора: свист, щелчки, удары. Крякающий звук в записи твиста — это утиный манок. Впоследствии ни один известный фильм Леонида Гайдая не обходился без музыки и песен этого композитора. В 1965 году фирмой «Мелодия» была издана грампластинка (саундтрек), содержащая 5 пьес Александра Зацепина из кинофильма:
- «После экзаменов»
- «Встреча»
- «Дикарь»
- «Рынок»
- «Прогулка на автобусе»

### Съёмки фильма
- Фильм снимали в Ленинграде, Москве (в павильонах киностудии «Мосфильм», на Сельскохозяйственной улице, в районе Свиблово[15], в Московском Энергетическом Институте (сцены внутри института[16]), на улице Вавилова у Института элементоорганических соединений (сцены у входа в институт[17]), в районе МГУ), а также в Ялте и Одессе.
- Многие шутливые сценки были придуманы во время съёмок самими актёрами. Так, Юрий Никулин сымпровизировал сцену со скелетом, щёлкающим зубами. Гэг с пробитой бутылкой придумал на репетиции боя на рапирах не Никулин, а сам Гайдай (что отражено в мемуарах Никулина «Почти серьёзно»[страница не указана 1350 дней]).
- Когда Федя в первой новелле «замуровывает» Шурика, втыкает в кирпичную кладку веточку и снимает кепку, звучит не музыка Александра Зацепина, а несколько тактов «Сугубой ектении» из Демественной литургии, опус 79 Александра Гречанинова в известной записи хора Николая Афонского.
- Леонид Гайдай был призван в армию в 1942 году и сначала служил в Монголии, где объезжал лошадей для фронта. Однажды в часть приехал военком для набора пополнения в действующую армию. На вопрос офицера: «Кто в артиллерию?», Гайдай ответил: «Я!» Так же он отвечал на другие вопросы: «Кто в кавалерию?», «Во флот?», «В разведку?», чем вызвал недовольство начальника. «Да подождите вы, Гайдай! — сказал военком. — Дайте огласить весь список». Гайдай использовал этот случай для новеллы «Напарник».
- Вопреки слухам, персонажа, произносившего фразу: «Огласите весь список, пожалуйста», сыграл не сам Гайдай, а непрофессиональный актёр, любитель сниматься в массовках, слесарь по профессии Олег Скворцов[6].
- В новелле «Напарник» есть сцена с мухой и газетой. В начале сцены Шурик сворачивает в трубочку газету «Известия» (№ 234 от 30 сентября 1964 года), в которой виден заголовок «Ненависть к фашизму». Этой фразой озаглавлена публикация выдержки из автобиографии Чарли Чаплина[18]. Газета, которой Шурик бьёт Федю по лицу, — «Правда», в которой виден заголовок «Демонстрация могущества и единства»[19].

## Критика
Кинокритик Хлоплянкина высоко оценила фильм: «Комедия словно бы стряхнула с себя усталость, приобретённую за годы чинного сидения в обществе малоинтересных людей… Она способна наделять своих положительных героев сверхъестественной лёгкостью и безжалостно посрамить отрицательных, но при этом и те и другие нисколько не кажутся нам условными фигурами: мы легко узнаём в студенте Шурике нашего современника и вместе с авторами фильма готовы смеяться над бестолковыми ворюгами или над пустозвоном-прорабом…».
Киновед А. Прохоров писал: «Обманчиво простенькую „Операцию Ы“ с одинаковым удовольствием продолжают смотреть и высоколобый критик, и трёхлетний ребёнок».
Кинокритик «Комсомольской правды» Денис Горелов в статье, посвящённой 50-летию фильма, счёл неудачным решением использование Шуриком стихов Ярослава Смелякова, которые «ломали и ритм, и смешливую интонацию». По его мнению, много более уместным был бы Николай Глазков. Он также упомянул, что Сергей Добротворский счёл неуместной шуточную сцену, где Шурик заставляет Федю (по возрасту — фронтовика) залечь, имитируя пулемётный обстрел с помощью отбойного молотка.

## Наследие

### Документальные фильмы о фильме
Вышло несколько документальных фильмов об «Операции „Ы“…», с участием её создателей:
- В 2008 году документальный фильм из цикла «Неизвестная версия»[23]
- В 2010 году телепередача из цикла «Тайны советского кино» («Тайны нашего кино»)[24]
- В 2015 году документальный фильм в рамках программы «Москино»[25]
- В 2017 году телепередача в рамках цикла «Тайны кино»[26]

### Памятники героям фильма

Памятник Шурику и Лиде на территории Рязанского государственного университета имени С. А. Есенина

- В честь 75-летия со дня рождения Александра Демьяненко, в мае 2012 года в Краснодаре перед зданием Политехнического университета был открыт памятник Шурику и Лиде[27][28]
- Памятник Шурику и Лиде есть и в Москве, у входа в здание Московского экономического института в Текстильщиках[29]
- В 2015 году во дворе Рязанского государственного университета имени С. А. Есенина открыли памятник студентам, воплотивший Шурика и Лиду, читающих на скамейке[30]
- В 2012 году в Тольятти на ступенях главного корпуса ТГУ была установлена скульптура «Студент, спешащий на занятия», прототипом был Шурик из фильма Леонида Гайдая[31][32]

### Прочее
- В 2014 году твист из новеллы «Наваждение» прозвучал на открытии Олимпиады в Сочи

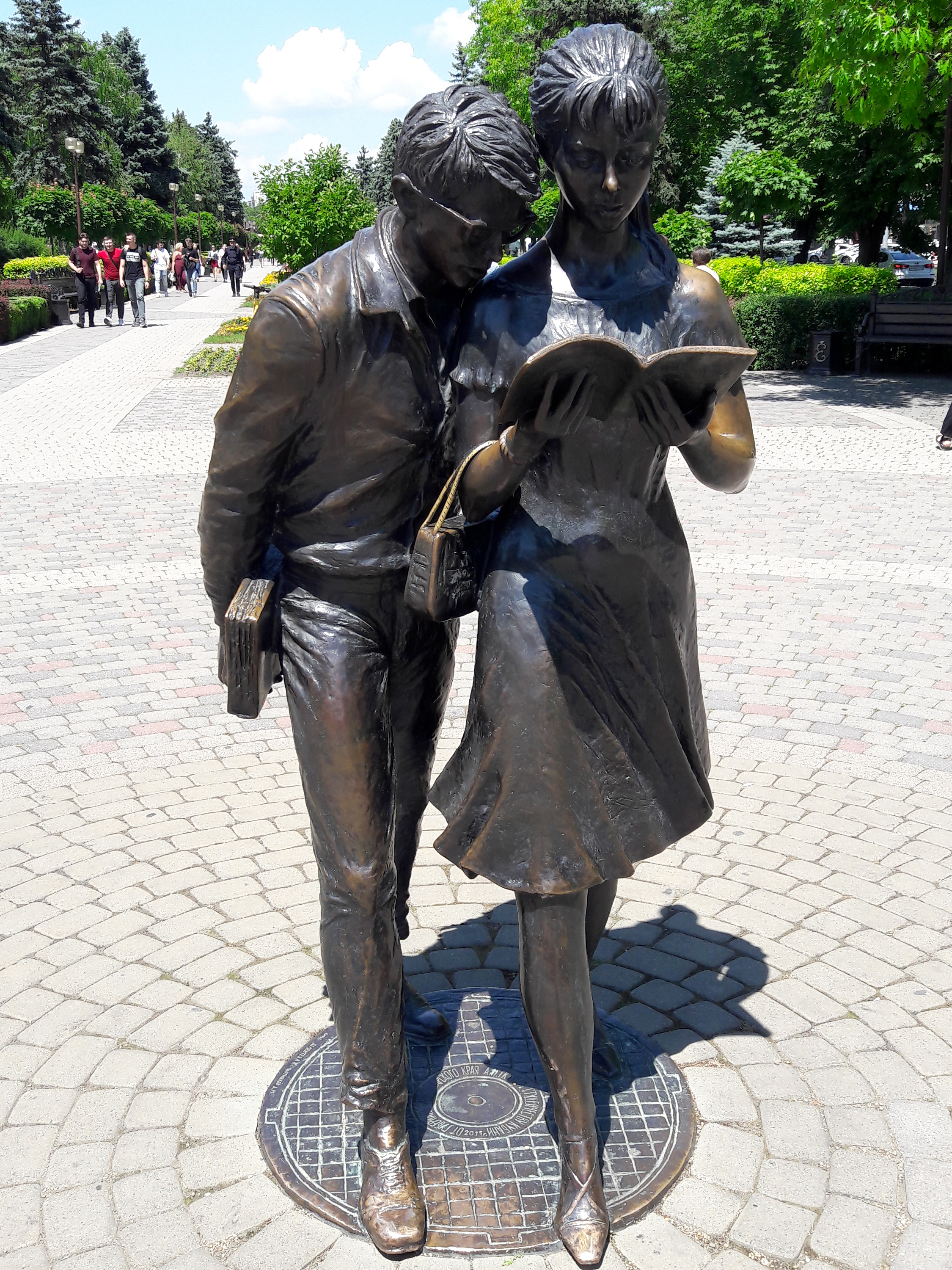
г. Краснодар. Малая архитектурная форма «Шурик и Лида».

## Комментарии
1. ↑  Этот сюжет Гайдай нашёл в польском журнале «Шпильки»